# Дамартен ан Серв
Дамартен ан Серв (фр. Dammartin-en-Serve) је насељено место у Француској у региону Париски регион, у департману Ивлен.
По подацима из 2011. године у општини је живело 1055 становника, а густина насељености је износила 75,46 становника/km².

## Демографија
| 1962. | 1968. | 1975. | 1982. | 1990. | 2011. |
| ----- | ----- | ----- | ----- | ----- | ----- |
| 427   | 454   | 505   | 596   | 708   | 1.055 |